# Pesočnoe
Pesočnoe è una cittadina della Russia europea centrale, situata nella oblast' di Jaroslavl'; appartiene amministrativamente al rajon Rybinskij.
Si trova nella parte centrale della oblast', poco distante dal corso del fiume Volga.